# شريان صدري ظهراني
الشِّرْيانُ الصَّدْرِيُّ الظَّهْرَانِيّ هو فرع من شريان تحت الكتف. يعبر مع العصب الصدري الظهراني ويغذي العضلة الظهرية العريضة.

## روابط خارجية
- شكل تشريحي: 05:04-21 على موقع مركز سوني دونستات الطبي (تشريح بشري عبر الإنترنت). - "The axillary artery and its major branches shown in relation to major landmarks."
- صور تشريحية:05:07-0303 في مركز داونستيت الطبي التابع لجامعة نيويورك - "Major Branches of the Axillary Artery"
- درسٌ تشريحي حول lesson3axillaryart&vein مُعدٌ بواسطة ويسلي نورمان (جامعة جورجتاون).